# 영강 (강)
영강(潁江)은 상주 청화산에서 발원하여 문경시 가은읍로 흘러 문경시를 동서로 가로지르는 강으로, 불정동에서 조령천과 만나고, 상주시 함창읍에서 낙동강과 만난다. 영강의 하천 주변에는 구렁이, 맹꽁이, 영, 수달, 삵 등이 살고 있으며, 문경새재와 진남교반에서 산과 어우려저 좋은 경치를 이룬다.

## 같이 보기
- 대한민국의 지리